# Ecaterinovca
Ecaterinovca è un comune della Moldavia situato nel distretto di Cimișlia di 1.906 abitanti al censimento del 2004

## Località
Il comune è formato dall'insieme delle seguenti località: (popolazione 2004)
- Ecaterinovca (1.130 abitanti)
- Coștangalia (776 abitanti)